# 625
625 (DCXXV) fue un año común comenzado en martes del calendario juliano, en vigor en aquella fecha.

## Acontecimientos
- Finaliza pontificado de Bonifacio V y comienza el de Honorio I.
- Mahoma empieza a dictar la doctrina que luego recopilaría en el Corán.

## Nacimientos
- Wu Zetian, Única emperatriz de China. Fundó la Dinastía Zhōu.

## Fallecimientos
- 25 de septiembre: Bonifacio V, papa.